# De Oosterpoort

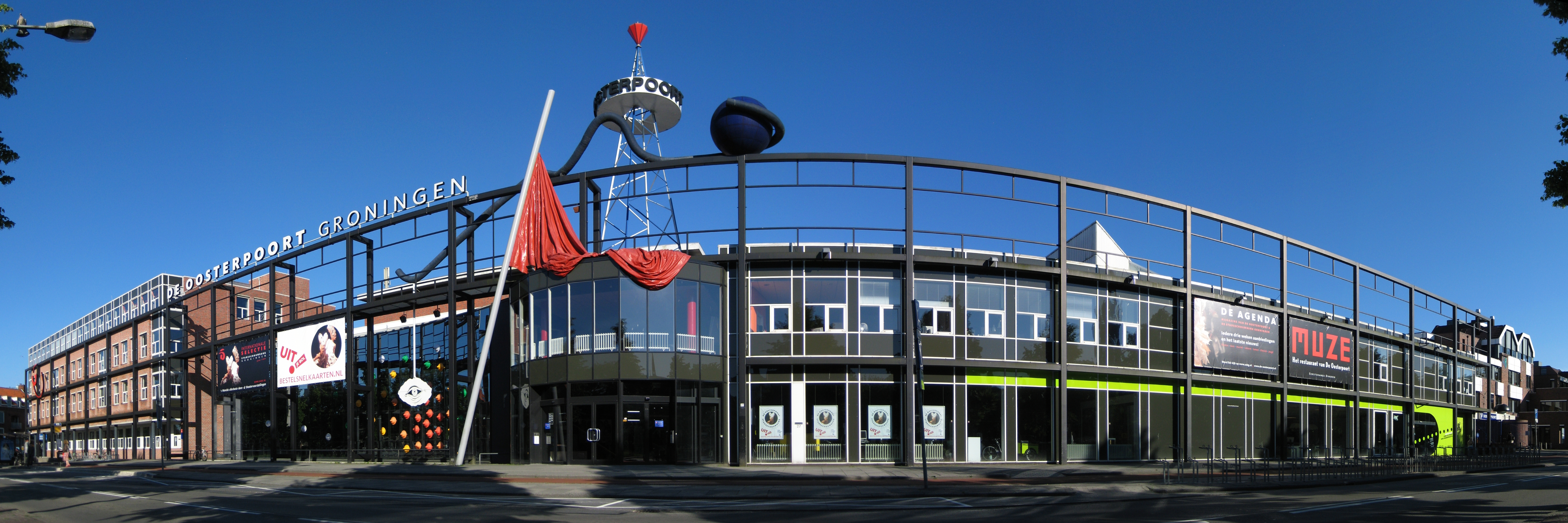
Die Frontseite De Oosterpoort, 2010

De Oosterpoort ist ein Kulturzentrum in der niederländischen Stadt Groningen. Das Gebäude befindet sich im Südosten der Innenstadt an der Uferstraße Trompsingel.

## Geschichte

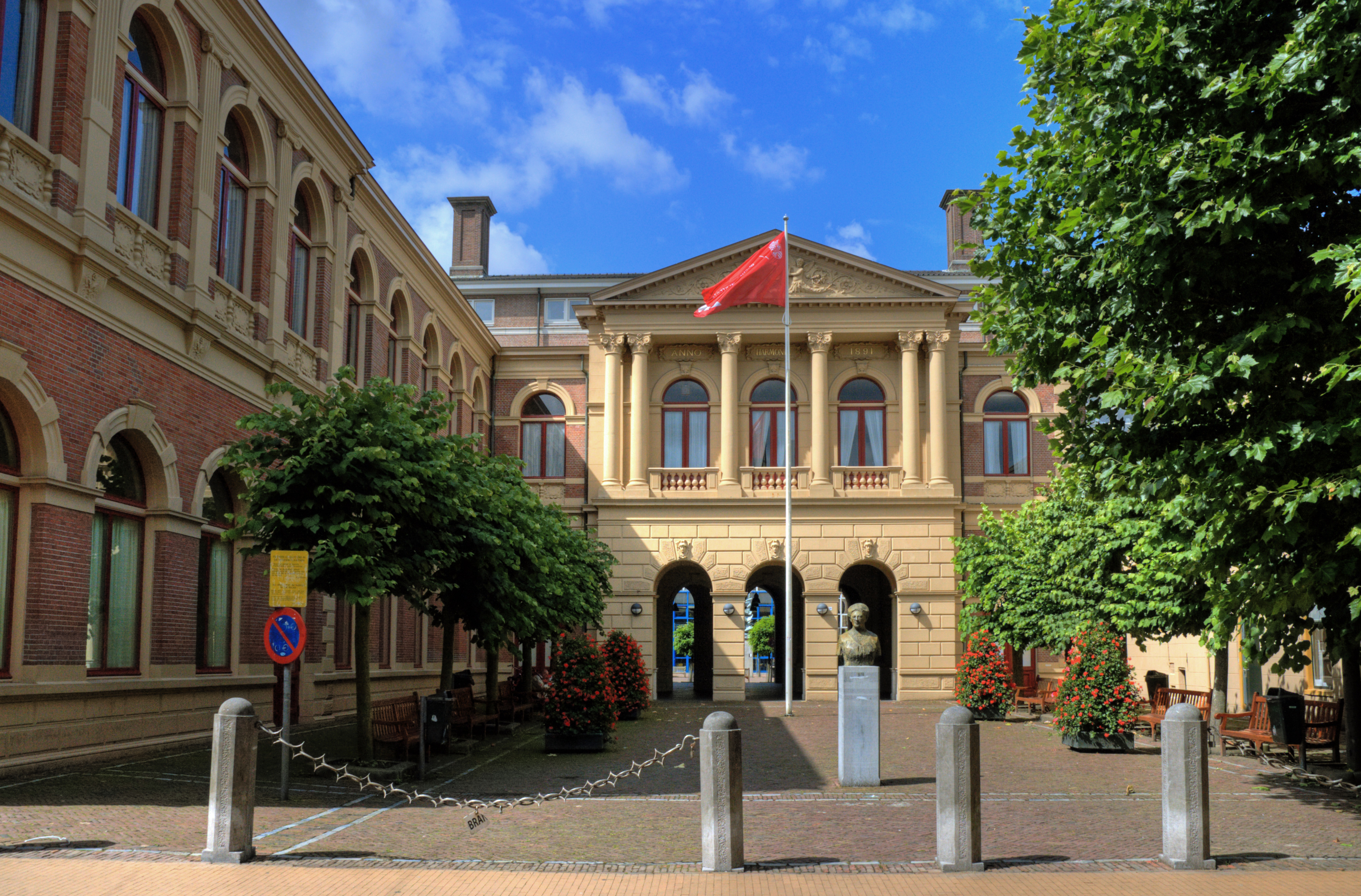
Verbliebene Frontfassade De Harmonie

Am 22. Mai 1856 wurde das Vereinshaus „De Harmonie“ an der Straße Oude Kijk in der ’t Jatstraat in Groningen, gegenüber der Reichsuniversität Groningen, eröffnet. Es war eine Begegnungsstätte, in der auch Billard gespielt werden konnte. Aber auch Konzertveranstaltungen fanden dort statt. Einige Jahre nach der Eröffnung des Concertgebouw in Amsterdam im Jahr 1891, wurde der bestehende Konzertsaal abgerissen und von dem Architektenduo Schill & Haverkamp neu gestaltet und ein Vorderhaus mit einem monumentalen Haupteingang hinzugefügt. Das neue Haus war fortan für seine gute Akustik landesweit bekannt. Dort fanden in jeder Woche ein oder zwei Musikaufführungen statt. Der Saal wurde auch für Boxkämpfe und andere Sportveranstaltungen genutzt.
1941 wurde das Obergeschoss von De Harmonie durch einen Brand beschädigt. Das Gebäude wurde danach zwar weiter genutzt, aber nie wirklich renoviert. Der Zustand des Gebäudes trug dazu bei, dass der Stadtrat von Groningen am 12. Januar 1970 in einer tumultartigen Ratssitzung endgültig beschloss, dass De Harmonie abgerissen werden sollte. Als Grund wurde unter anderem die überfällige Instandhaltung genannt. Allerdings war der Neubau schon zu Beginn der 1960er Jahre geplant; bereits weit gediehene Pläne für ein neues Kulturzentrum am Grote Markt im Stadtzentrum wurden jedoch 1963 aufgrund schwieriger Finanzierung und des zunehmenden Autoverkehrs wieder verworfen. Parallel wuchs der Widerstand gegen den Abriss der alten Harmonie. 1966 wurde hierfür von Jacques Wallage die Bürgerinitiative „Redt de Harmonie“ („Rettet die Harmonie“) gegründet. Jedoch ohne Erfolg. 1971 gab das Groninger Noordelijk Filharmonisch Orkest (1926–1989) hier das letzte Konzert. Von De Harmonie bleiben nur die Fassade und der Vorplatz am Oude Kijk in der ’t Jatstraat übrig. Sie sind jetzt Teil des Gebäudes der Fakultäten für Kunst und Recht der Reichsuniversität Groningen. Am 11. Dezember 1971 unternahmen Max van den Berg und Jacques Wallage, inzwischen Stadtrat und Fraktionsvorsitzender, einen letzten Versuch De Harmonie zu retten, wurden aber überstimmt.
Das Viehmarktgelände im Stadtteil De Oosterpoort wurde noch in den 1960er Jahren als Standort für das neue Musikzentrum erkoren. Ausschlaggebend war die weiterhin gegebene Nähe zur Innenstadt, zum Bahnhof und auch die Möglichkeit hier einen Parkplatz für 500 Autos zur Verfügung zu stellen. In Ermangelung einer offiziellen Einweihungsfeier wurde die Eröffnung des 25 Millionen Gulden (nach heutigem Wert etwa 135 Millionen Euro) teuren Komplexes auf den 1. Januar 1974 festgelegt.
Durch das Erfordernis einer Verdichtung und einheitlichen Gestaltung des Viertels, entschloss man sich zu Ende der 1980er Jahre für eine, von Rem Koolhaas entworfene, Erweiterung und neue Frontgestaltung zum neuen Verbindungskanal am Trompsingel.

## Gebäude
De Oosterpoort verfügt über zwei Konzertsäle. Der Hauptsaal, teilweise mit einem Amphitheater, hat eine Kapazität von 1150 Plätzen. Das Forschungsinstitut TNO hat bei der Gestaltung des Saals versucht, die einzigartige Akustik des abgerissenen Konzertsaals De Harmonie so genau wie möglich zu kopieren. Da es sich jedoch letztlich um ein völlig anderes Saalmodell handelt, ist dies nicht gelungen. Im Jahr 1979 wurde die Orgel installiert. Der kleine Saal hat 450 Sitzplätze. Auch andere Räume des Gebäudes werden regelmäßig für Aufführungen genutzt. Der Komplex verfügt über eine Tiefgarage mit 268 Plätzen.
Die Fassade mit einer 1991 entworfenen Lichtskulptur, wurde durch die Künstler Tom Postma und Alexander Schabracq gestaltet.
Fester Bestandteil des Hauses ist das Noord Nederlands Orkest. Hier findet auch jedes Jahr im Januar das Eurosonic-Noorderslag-Festival statt. 2002 ist De Oosterpoort organisatorisch mit der Stadsschouwburg Groningen verbunden worden. Und ab März 2019 wurde die Organisation von De Oosterpoort und der Stadsschouwburg unter der Obhut des Theater- und Konzertveranstalters SPOT Groningen zusammengefasst.

## De Nieuwe Poort
Auch die Tage des De Oosterpoort sind gezählt. Aufgrund neuer Anforderungen an Bühnentechnik, aber auch wachsender Zuschauerzahlen wie auch der Unruhe, die ein solches Kulturzentrum in der dichter bebauten Nachbarschaft erzeugt, wurden Pläne gefasst ein neues, größeres Kulturzentrum mit dem Namen „De Nieuwe Poort“ zu bauen. Hier wird der Bereich um den Groninger Bahnhof ins Auge gefasst; auch das Gelände einer alten Zuckerfabrik im Westen der Stadt (Suikerzijde), wo sich bereits jetzt kulturelle Einrichtungen der Stadt Groningen befinden, kommt in Frage. 2024 soll der endgültige Beschluss gefasst werden.